# Збірна Ірландії з футболу
Збірна Ірландії з футболу є національною збірною, що представляє Республіку Ірландію. Керівним органом ірландського футболу є Футбольна асоціація Ірландії (Football Association of Ireland).
Станом на 28 листопада 2024 посідає 60-e місце у рейтингу футбольних збірних світу.

## Історія
У футбол на території острова Ірландія почали грати з 60-х років XIX сторіччя. Більшість команд представляло Ольстер, тобто північну Ірландію, значно розвинутішу у футбольному плані.
Гра поширювалася, і 1883 року в Дубліні виник перший клуб з-поза Ольстера. Проте південні клуби відчували певну неповноцінність через те, що головні функціонери представляли переважно протестантську Північ Ірландії.
Сучасна історія ірландського футболу почалася зі створення Футбольної асоціації Ірландії (Football Association of Ireland), яку створено 1 червня 1921 року, після проголошення Ірландії незалежною державою. З 1923 ФАІ — член ФІФА. Новостворену збірну довго не визнавали інші британські футбольні федерації, тому дебют збірної Ірландії відбувся лише 1926 року. У Турині ірландці поступились Італії — 0:3.
Провідні ірландські гравці грали у сильних англійських клубах, але збірна ніяк не могла пройти відбіркового етапу до найважливіших футбольних турнірів аж до 1988-го, коли збірна Ірландії виступила на чемпіонаті Європи. Вдалі виступи на ЧС-90 в Італії і ЧС-94 у США пов'язують з англійцем Джеком Чарлтоном, першим не ірландським головним тренером збірної. За 9 років роботи з командою Ірландії (1986—1995) він двічі досяг 1/8 фіналу на чемпіонатах світу, зіграв на ЧЄ-88, але, програвши плей-офф до ЧЄ-96, Чарлтон подав у відставку.
Після тих успіхів збірну Ірландії вважають командою високого європейського класу, а невиходи до фінальних частин головних міжнародних турнірів розцінюють як невдачу.

## Кубок Світу
- 1930 — не брала участі
- 1934–1986 — не пройшла кваліфікацію
- 1990 — чвертьфінал
- 1994 — ⅛ фіналу
- 1998 — не пройшла кваліфікацію
- 2002 — ⅛ фіналу
- 2006 — не пройшла кваліфікацію
- 2010 — не пройшла кваліфікацію
- 2014 — не пройшла кваліфікацію
- 2018 — не пройшла кваліфікацію
- 2022 — не пройшла кваліфікацію

## Чемпіонат Європи
- 1960–1984 — не пройшла кваліфікацію
- 1988 — груповий етап
- 1992–2008 — не пройшла кваліфікацію
- 2012 — груповий етап
- 2016 — 1/8 фіналу
- 2020 — не пройшла кваліфікацію
- 2024 — не пройшла кваліфікацію

## Відомі гравці
- Джекі Кері
- Лаям Бреді
- Пітер Фарелл
- Тоні Данн
- Девід О'Лірі
- Кевін Моран
- Паккі Боннер
- Стів Стонтон
- Рой Кін
- Роббі Кін
- Шей Гівен
- Стів Фіннан
- Дам'єн Дафф

## Гравці збірної

### Поточний склад
Гравці збірної, що були включені до заявки на ігри плей-оф відбору до ЧЄ-2016 проти збірної Боснії і Герцеговини 13 листопада і 16 листопада 2015 року (кількість ігор і голів наведені станом на 17 листопада 2015):
| №  | Поз. | Гравець                  | Дата народження (вік)       | Ігри | Голи | Клуб                   |
| -- | ---- | ------------------------ | --------------------------- | ---- | ---- | ---------------------- |
| 1  | ВР   | Девід Форд               | 20 грудня 1979 (45 років)   | 23   | 0    | «Міллволл»             |
| 23 | ВР   | Даррен Рендолф           | 12 травня 1987 (37 років)   | 6    | 0    | "Вест Гем Юнайтед"     |
| 16 | ВР   | Стівен Гендерсон         | 2 травня 1988 (36 років)    | 0    | 0    | "Чарльтон Атлетик"     |
|    |      |                          |                             |      |      |                        |
| 4  | ЗХ   | Джон О'Ші (віце-капітан) | 30 квітня 1981 (43 роки)    | 109  | 3    | «Сандерленд»           |
| 2  | ЗХ   | Шеймус Коулмен           | 11 жовтня 1988 (36 років)   | 32   | 0    | «Евертон»              |
| 17 | ЗХ   | Стівен Ворд              | 20 серпня 1985 (39 років)   | 31   | 2    | «Бернлі»               |
| 3  | ЗХ   | Марк Вілсон              | 17 серпня 1987 (37 років)   | 24   | 1    | «Сток Сіті»            |
| 12 | ЗХ   | Кіран Кларк              | 26 вересня 1989 (35 років)  | 17   | 1    | «Астон Вілла»          |
| 5  | ЗХ   | Річард Кіог              | 11 серпня 1986 (38 років)   | 11   | 1    | «Дербі Каунті»         |
| 15 | ЗХ   | Сайрус Крісті            | 30 вересня 1992 (32 роки)   | 3    | 1    | «Дербі Каунті»         |
|    |      |                          |                             |      |      |                        |
| 7  | ПЗ   | Ейден Макгіді            | 4 квітня 1986 (38 років)    | 79   | 5    | «Евертон»              |
| 6  | ПЗ   | Гленн Вілан              | 13 січня 1984 (41 рік)      | 70   | 2    | «Сток Сіті»            |
| 8  | ПЗ   | Джеймс Маккарті          | 12 листопада 1990 (34 роки) | 33   | 0    | «Евертон»              |
| 11 | ПЗ   | Джеймс Макклін           | 22 квітня 1989 (35 років)   | 31   | 4    | "Вест-Бромвіч Альбіон" |
| 20 | ПЗ   | Вес Гулаган              | 20 травня 1982 (42 роки)    | 27   | 2    | «Норвіч Сіті»          |
| 18 | ПЗ   | Даррон Гібсон            | 25 жовтня 1987 (37 років)   | 25   | 1    | «Евертон»              |
| 19 | ПЗ   | Роббі Бреді              | 14 січня 1992 (33 роки)     | 21   | 4    | «Норвіч Сіті»          |
| 21 | ПЗ   | Джефф Гендрік            | 31 січня 1992 (33 роки)     | 20   | 0    | «Дербі Каунті»         |
| 22 | ПЗ   | Гаррі Артер              | 28 грудня 1989 (35 років)   | 1    | 0    | «Борнмут»              |
|    |      |                          |                             |      |      |                        |
| 10 | НП   | Роббі Кін (капітан)      | 8 липня 1980 (44 роки)      | 143  | 67   | "Лос-Анджелес Гелаксі" |
| 9  | НП   | Шейн Лонг                | 22 січня 1987 (38 років)    | 59   | 14   | «Саутгемптон»          |
| 14 | НП   | Джонатан Волтерс         | 20 вересня 1983 (41 рік)    | 38   | 10   | «Сток Сіті»            |
| 13 | НП   | Деріл Мерфі              | 15 березня 1983 (42 роки)   | 19   | 0    | «Іпсвіч Таун»          |

### Нещодавно викликалися
Наступні гравці продовжують кар'єру у збірній і також викликалися до її лав протягом 2015 року.
| Поз. | Гравець           | Дата народження (вік)        | Ігри | Голи | Клуб               | Останній виклик                                |
| ---- | ----------------- | ---------------------------- | ---- | ---- | ------------------ | ---------------------------------------------- |
| ВР   | Шей Гівен         | 20 квітня 1976 (48 років)    | 133  | 0    | «Сток Сіті»        | v. Боснія і Герцеговина, 13 листопада 2015 INJ |
| ВР   | Кейрен Вествуд    | 23 жовтня 1984 (40 років)    | 18   | 0    | «Шеффілд Венсдей»  | v. Боснія і Герцеговина, 13 листопада 2015 INJ |
| ВР   | Роб Елліот        | 30 квітня 1986 (38 років)    | 3    | 0    | "Ньюкасл Юнайтед"  | v. Боснія і Герцеговина, 13 листопада 2015 INJ |
|      |                   |                              |      |      |                    |                                                |
| ЗХ   | Алекс Пірс        | 9 листопада 1988 (36 років)  | 6    | 2    | «Дербі Каунті»     | v. Боснія і Герцеговина, 16 листопада 2015 PRE |
| ЗХ   | Шейн Даффі        | 1 січня 1992 (33 роки)       | 1    | 0    | "Блекберн Роверз"  | v. Боснія і Герцеговина, 16 листопада 2015 PRE |
| ЗХ   | Пол Макшейн       | 6 січня 1986 (39 років)      | 31   | 0    | «Редінг»           | v. Боснія і Герцеговина, 13 листопада 2015 INJ |
| ЗХ   | Грег Каннінгем    | 31 січня 1991 (34 роки)      | 4    | 0    | «Престон Норт-Енд» | v. Боснія і Герцеговина, 13 листопада 2015 PRE |
|      |                   |                              |      |      |                    |                                                |
| ПЗ   | Алан Джадж        | 11 листопада 1988 (36 років) | 0    | 0    | «Брентфорд»        | v. Боснія і Герцеговина, 16 листопада 2015 PRE |
| ПЗ   | Пол Грін          | 10 квітня 1983 (41 рік)      | 20   | 1    | "Ротерем Юнайтед"  | v. Боснія і Герцеговина, 13 листопада 2015 PRE |
| ПЗ   | Девід Мейлер      | 29 травня 1989 (35 років)    | 13   | 0    | «Галл Сіті»        | v. Боснія і Герцеговина, 13 листопада 2015 INJ |
| ПЗ   | Ентоні Пілкінгтон | 6 червня 1988 (36 років)     | 8    | 1    | «Кардіфф Сіті»     | v. Боснія і Герцеговина, 13 листопада 2015 PRE |
| ПЗ   | Юнан О'Кейн       | 10 липня 1990 (34 роки)      | 0    | 0    | «Борнмут»          | v. Боснія і Герцеговина, 13 листопада 2015 PRE |
| ПЗ   | Стівен Квінн      | 4 квітня 1986 (38 років)     | 12   | 0    | «Редінг»           | v. Німеччина, 8 жовтня 2015 INJ                |
|      |                   |                              |      |      |                    |                                                |
| НП   | Кевін Дойл        | 18 вересня 1983 (41 рік)     | 61   | 14   | "Колорадо Рапідз"  | v. Боснія і Герцеговина, 16 листопада 2015 PRE |
| НП   | Саймон Кокс       | 28 квітня 1987 (37 років)    | 30   | 4    | «Бристоль Сіті»    | v. Боснія і Герцеговина, 13 листопада 2015 PRE |
| НП   | Ентоні Стоукс     | 25 липня 1988 (36 років)     | 9    | 0    | «Селтік»           | v. Боснія і Герцеговина, 13 листопада 2015 PRE |
| НП   | Девід Макголдрік  | 29 листопада 1987 (37 років) | 2    | 0    | «Іпсвіч Таун»      | v. Боснія і Герцеговина, 13 листопада 2015 INJ |
| НП   | Адам Руні         | 21 квітня 1988 (36 років)    | 0    | 0    | «Абердин»          | v. Боснія і Герцеговина, 13 листопада 2015 PRE |

Примітки
- INJ травмований
- PRE у попередній заявці